# Eneida Marta

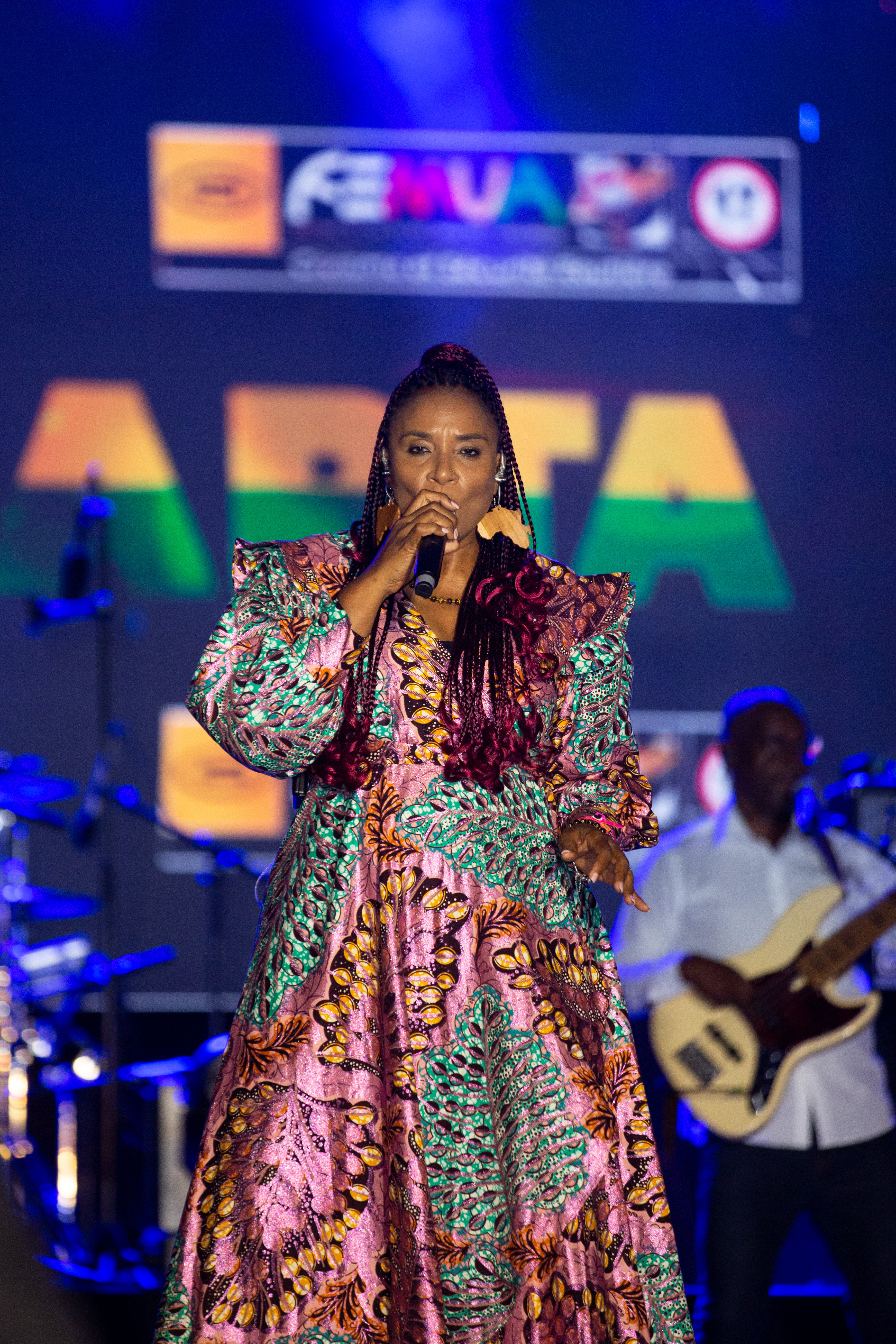
Eneida Marta en 2025

Eneida Marta est une chanteuse bissau-guinéenne qui chante en portugais et en créole bissau-guinéen. Depuis la sortie de son premier album en 2001, elle enchaîne les tournées internationales et se voit sélectionnée pour la World Music Expo (WOMEX) en 2008,. Son dernier Family sorti en 2022  est classé dans le top 20 du Transglobal World Music Chart.

## Discographie
- Nô Stória (2001)
- Amari (2002)
- Lôpe Kaï (2006)
- Nha Sunhu (2015)
- Ibra (2019)
- Famille (2022)

## Note références
1. ↑  « Biography at www.aaa-theater.nl » [archive du 10 mars 2012] (consulté le 19 août 2010)
2. ↑  (en-US) « Artist Profiles: Eneida Marta | World Music Central », 30 août 2016 (consulté le 9 juin 2023)
3. ↑  « Eneida Marta - WOMEX », www.womex.com (consulté le 9 juin 2023)
4. ↑  (en-US) « Eneida Marta », www.eneidamartamusic.com (consulté le 9 juin 2023)
5. ↑  (en) « December 2022 Chart », Transglobal World Music Chart, 1er décembre 2022 (consulté le 9 juin 2023)